# De Tomaso Vallelunga
La Vallelunga è un'autovettura prodotta dalla De Tomaso dal 1964 al 1968. Il nome del modello derivava dall'autodromo di Vallelunga, dove la De Tomaso spesso collaudava le proprie autovetture da corsa fino ad allora realizzate.

## Storia
La Vallelunga apparteneva alla categoria delle vetture sport e venne presentata come concept car al salone dell'automobile di Torino del 1964, dopo che un primo esemplare in versione spider (rimasto unico) era stato realizzato nel 1962 e presentato nell'edizione del 1963. Inizialmente la De Tomaso era intenzionata a vendere il progetto della Vallelunga a qualche altro gruppo automobilistico, in primis alla Ford. Nessuna casa automobilistica però era interessata all'acquisto, quindi la De Tomaso decise di realizzare la vettura a proprie spese. La produzione del modello fu poi assegnata alla Ghia. Il design fu invece opera della carrozzeria Fissore.
In totale furono realizzati 53 esemplari di Vallelunga (59 se si considerano anche i prototipi e il già citato esemplare one-off in versione spider del 1963). La Vallelunga fu prodotta fino al 1968 e venne sostituita dalla ben più prestazionale De Tomaso Mangusta. Quest'ultima, utilizzava un telaio che derivava da quello della Vallelunga, sebbene riprogettato per far fronte a una potenza più che doppia. Le esperienze telaistiche maturate con la Vallelunga furono poi travasate anche nella successiva Sport 1000 Fantuzzi Spyder da competizione.

## Caratteristiche tecniche

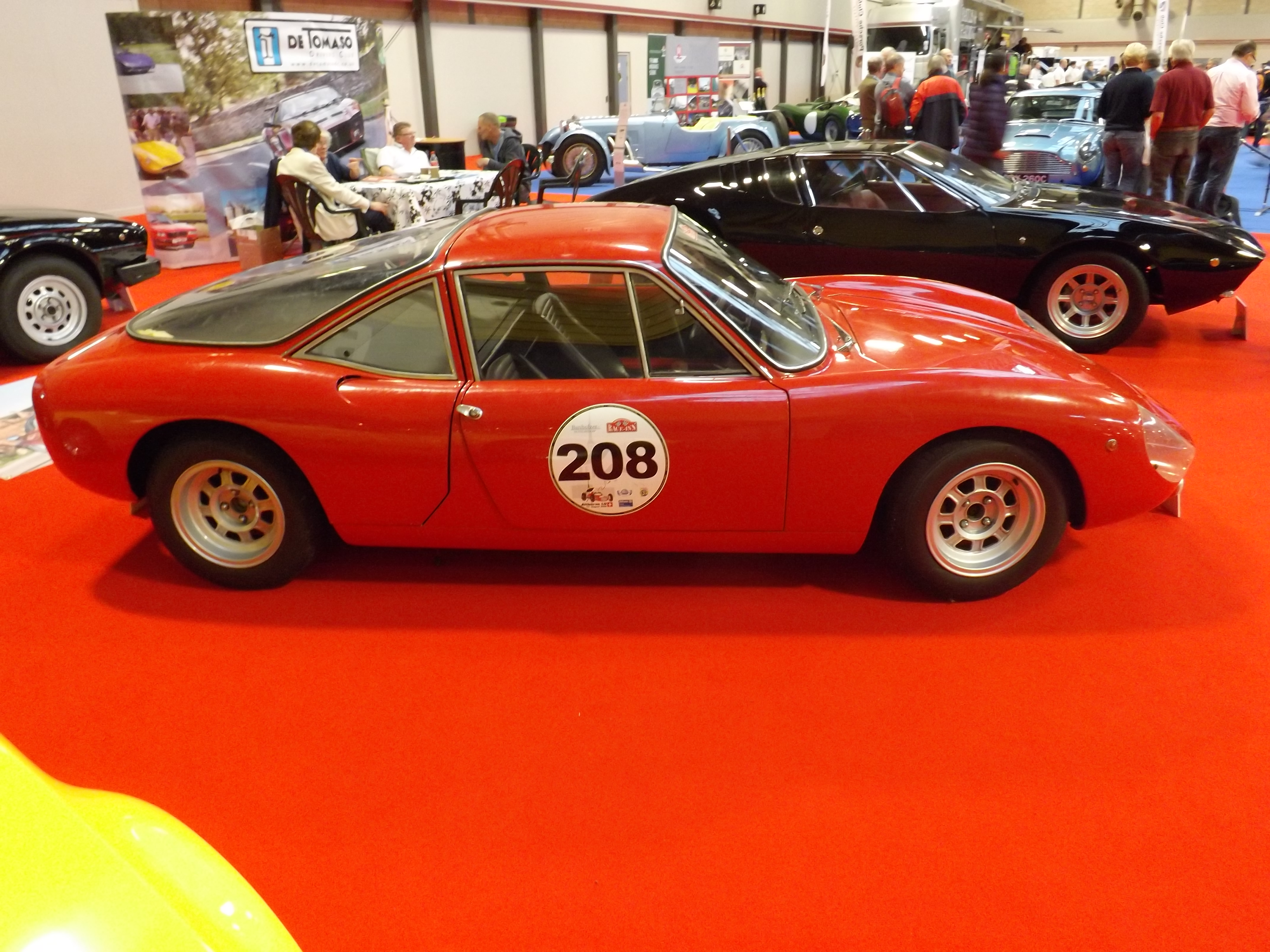
Vista laterale di una De Tomaso Vallelunga

La Vallelunga aveva installato un motore  a quattro cilindri in linea Ford da 1.592 cm³ di cilindrata. Questo propulsore derivava da quello installato sulla Ford Cortina  ed erogava 104 CV di potenza a 6.200 giri al minuto. Il motore era montato centralmente, mentre la trazione era posteriore. Il cambio, montato a sbalzo posteriormente oltre il differenziale (configurazione detta transaxle) derivava da quello installato sul Volkswagen Maggiolino mentre gli ingranaggi erano della Hewland. Il cambio era manuale e in un primo momento aveva quattro rapporti, per poi passare rapidamente ad un cinque rapporti.
Il telaio era in acciaio stampato ed aveva una struttura a trave centrale, con motore e cambio con funzioni portanti. Le sospensioni erano a doppi bracci oscillanti e molle elicoidali ed erano gli stessi montati sulle De Tomaso di Formula 3 dell'epoca. Molti componenti del modello erano realizzati in alluminio, mentre il corpo vettura era in vetroresina. I freni erano a disco.